# William Klinger
William Klinger (Fiume, 24 settembre 1972 – New York, 31 gennaio 2015) è stato uno storico italiano con doppia cittadinanza, croato-italiana, specializzato in storia di Fiume, della Jugoslavia e, in particolare, del regime di Tito.

## Biografia
Nato da famiglia originaria di Pakrac in Slavonia a Fiume nel 1972, vi frequentò le locali scuole italiane. Nel 1997 si laureò con lode in Storia all'Università di Trieste con una tesi dal titolo Leggi e spiegazione in storia: un approccio naturalistico, mentre frequentava anche l'Università di Klagenfurt grazie a una borsa di studio assegnatagli dal governo austriaco. Nel 2001 ottenne un master alla Central European University di Budapest. Nel 2007 si addottorò all'Istituto universitario europeo a Fiesole (FI), con una tesi intitolata Negotiating the Nation. Fiume: from Autonomism to State Making (1848-1924).
Klinger era poliglotta e oltre all'italiano e al croato parlava tedesco, inglese, friulano, russo, ungherese e sloveno.
Residente a Gradisca d'Isonzo, in provincia di Gorizia, era ricercatore presso il Centro di ricerche storiche di Rovigno in Istria. I suoi studi si concentrarono sulla storia dei Balcani e della Jugoslavia comunista in particolare. Uno dei suoi saggi più noti è dedicato alla storia dell'OZNA, la polizia segreta comunista di Tito creata in piena seconda guerra mondiale e in seguito trasformata nell'UDBA, il principale strumento repressivo del partito unico e collante principale del regime.
Klinger fu ucciso il 31 gennaio 2015 a New York sul bordo della piscina dell'Astoria Park al Queens dallo statunitense di origini fiumane Alexander Bonich, suo presunto amico, con due colpi di pistola (uno alla schiena e uno alla nuca), in seguito a una lite. Lo studioso si trovava negli Stati Uniti d'America per un ciclo di conferenze sulla storia dell'ex Jugoslavia.

## Opere
- “Antonio Grossich e la nascita dei movimenti nazionali a Fiume”, Quaderni, Centro ricerche storiche Rovigno, 1999 (XII).
- “La genesi dei movimenti nazionali a Fiume”, in Fiume nel secolo dei grandi mutamenti; Atti del convegno, Edit, Fiume 2001.
- “Cesare Durando: frammenti della corrispondenza consolare (1887)”, Atti, Volume XXXII, Centro ricerche storiche Rovigno, 2002.
- “La Carta del Carnaro: una costituzione per lo “Stato libero di Fiume (1920)”, Quaderni, Volume XIV, Centro ricerche storiche Rovigno, 2003.
- “La storiografia di Fiume (1823 - 1924): una comunità immaginata?” Quaderni, Volume XV, Centro ricerche storiche Rovigno, 2004.
- “Dorotićeva policijska izvješća o Adamiću”, in Adamićevo Doba (1780. - 1830.) Vol. I Muzej grada Rijeke, Rijeka, 2005, pp. 223–231.
- “Adamić i Hudelist: Doba restauracije”, in Adamićevo Doba (1780. - 1830.) Vol. I Muzej grada Rijeke, Rijeka, 2005, pp. 233–239.
- “Prva globalizacija: kolonijalna ekspanzija i privilegirane trgovačke kompanije”, in Adamićevo Doba (1780. - 1830.)  Vol. II, Muzej grada Rijeke, Rijeka, 2006.
- “Emilio Caldara e Fiume”, Quaderni, Centro ricerche storiche Rovigno, 2006 (XVII): 445-480.
- “Quando è nazione? Una rivisitazione critica delle teorie sul nazionalismo”, Quaderni, Centro ricerche storiche Rovigno, 2006 (XVII): 399-420.
- “Le macchinazioni ragusee da repristinazione della loro Repubblica vanno sempre più realizzandosi: la tentata restaurazione della Repubblica di Ragusa nel 1814”, Atti, Centro ricerche storiche Rovigno, 2009 (XXXVIII): 127-160.
- “Nascita ed evoluzione dell'apparato di sicurezza jugoslavo: 1941-1948”, Fiume - Rivista di studi adriatici, 2009 (19): 13-49.
- “Lussino, dicembre 1944: operazione “Antagonise”, Quaderni, Centro ricerche storiche Rovigno, 2009 (XX)
- “A.L.Adamich nei rapporti della Polizei-Hofstelle del 1810, Atti, Centro ricerche storiche Rovigno, 2009 (XXXIX): 331-358.
- “Roberto Oros di Bartini (Fiume 1897 - Mosca 1974)”, La Ricerca, Centro ricerche storiche Rovigno, 2009.
- “Alcune considerazioni sulla guerra partigiana jugoslava 1941-1945”, Fiume - Rivista di studi adriatici 2010 (21): 107-117.
- “Josip Broz Tito (1892-1980): un'intervista con Geoffrey Swain”, Quaderni, Centro ricerche storiche Rovigno, 2010 (XXI): 377-425.
- “Note sulla presenza storica della Foca monaca nell'Adriatico”, La Ricerca, Centro di ricerche storiche – Rovigno 2010 (57): 6–10.
- “Due memoriali inediti di Riccardo Zanella al Consiglio dei ministri degli esteri di Londra del settembre 1945”, Fiume. Rivista di studi adriatici 2011 (23): 61 - 68.
- “Giuseppe Ludovico Cimiotti (1810-1892) e le problematiche origini della storiografia fiumana”, Fiume. Rivista di studi adriatici 2011 (24): 49 - 64.
- “Nazionalismo civico ed etnico in Venezia Giulia”, Ricerche Sociali, Centro di ricerche storiche – Rovigno 2011 (18):39-45
- “Le origini dei consigli nazionali: una prospettiva euroasiatica”, Atti, Centro di ricerche storiche – Rovigno 2011 (XXXX): 435-473.
- "Germania e Fiume. La questione fiumana nella diplomazia tedesca (1921-1924)", Deputazione di Storia Patria per la Venezia Giulia, Trieste, 2011.
- “La Cunard nel Quarnero: la linea Fiume - New York (1904-1914)”, Quaderni 2011 (XXII): 7-45.
- “Catture di Squalo Bianco (Carcharodon carcharias, Linnaeus, 1758) nel Quarnero 1872 – 1909”, Atti, Centro di ricerche storiche – Rovigno 2011 (XLI): 479-524.
- “A vent'anni dalla dissoluzione della Jugoslavia: le radici storiche”, Fiume. Rivista di studi adriatici 2012 (25): 67 - 71.
- “Crepuscolo adriatico. Nazionalismo e socialismo italiano in Venezia Giulia (1896 – 1945)”, Quaderni, Centro ricerche storiche Rovigno, 2012 (XXIII): 79 - 126 Archiviato l'11 agosto 2014 in Internet Archive..
- "Il terrore del popolo. Storia dell'OZNA, la polizia politica di Tito", Italo Svevo, Trieste, 2012.
- “Dall'autonomismo alla costituzione dello Stato - Fiume 1848-1918”, in Forme del politico. Studi di storia per Raffaele Romanelli, a cura di Emmanuel Betta, Daniela Luigia Caglioti, Elena Papadia, Viella, Roma 2012: 45 - 60.
- “Continuity Man: la visita di Stane Dolanc a Londra nel 1977”, la battana, 187 (2013): 77 - 90.
- “Organizzazione del regime fascista nella Provincia del Carnaro (1934-1936)”, Quaderni, Centro ricerche storiche Rovigno, 2013 (XXIV): 191 - 210 Archiviato il 7 febbraio 2015 in Internet Archive..
- Con Denis Kuljiš "Tito - Neispričane priče", Nezavisne novine, Banja Luka, 2013.
- “L'irredentismo impossibile: Fiume e l'Italia (1823 – 1923)”, Atti e memorie della Società dalmata di storia patria, Roma 2013 (XXXV) (in stampa).
- “Jugoslavismo e nazionalismo nel carteggio Milovan Đilas - Mate Meštrović (1961-1981)”,  Ricerche Sociali, Centro di ricerche storiche – Rovigno 2014, pp. 81-90.
- “Socialismo e questione adriatica dalla Grande guerra al Secondo conflitto mondiale”, Perugia, 2014 (in stampa).
- “Un fronte unico da Trieste a Salonicco: La Venezia Giulia nella «Federazione Balcanica» (1918 – 1928)”  Quaderni, Centro ricerche storiche Rovigno, 2014 (XXV), pp. 221-254.